# Nstasia
Nstasia (* auf Haiti als Ashley Nastasia Griffin) ist eine US-amerikanische Songwriterin und R&B-Sängerin.

## Karriere
Griffin wuchs in Asheville, North Carolina, bei ihrer Großmutter und ihrem musikalischen Vater auf, der als Livemusiker bereits für Eugene Wilde und Betty Wright gespielt hatte. Schon als Kind interessierte sie sich für das Singen und lernte zeitweise auch Klarinette. Ab ihrer Studienzeit in Atlanta vertiefte sie sich in die Musik und brach schließlich das College ab, als sich Musikproduzenten für sie zu interessieren begannen. 2010 kam sie als Songwriterin bei Sony/ATV unter Vertrag und arbeitete fortan mit Größen des amerikanischen Musikgeschäftes wie LL Cool J, Jermaine Dupri, Usher, Macy Gray oder Beyoncé zusammen.
2015 zog sie von Atlanta nach Los Angeles und debütierte dort als Sängerin mit der Single Here in My Skin. Nstasias erste größere Veröffentlichung war die u. a. in Zusammenarbeit mit Skrillex entstandene EP New Religion von 2017. 2018 erschien eine Stripped-Version der Debüt-EP. Daneben steuerte die Sängerin mehrere Gastbeiträge zu Songs anderer Künstler bei. Ende des Jahres erreichte sie so mit Il cielo nella stanza (Zusammenarbeit mit Salmo) die Spitze der italienischen Singlecharts.

## Diskografie
EPs
- New Religion (2017)
- New Religion (Stripped) (2018)

Singles
- Here in My Skin (2015) – als Nastasia Griffin
- Trap or Die (2017)
- Favor (mit Vindata & Skrillex, 2017)
- Hell of a Time (2017)
- Parachute (2017)
- Chains (2017)

Kollaborationen
- Roll Up (D*L*P feat. Nstasia, 2017)
- Baptized (Marley Waters feat. Midian, Nstasia & Crissy J, 2018)
- Why I Love You? (Major. feat. Nstasia, 2018)
- Il cielo nella stanza (Salmo feat. Nstasia, 2018)

## Belege
1. 1 2 3  April Clare Welsh: The hooks and “hood romance” of NSTASIA, Beyoncé’s new songwriting secret weapon. In: FACT Magazine. 8. November 2017, abgerufen am 16. Dezember 2018 (englisch).
2. ↑  Ashley Lyle: NSTASIA on Evolving From Songwriter to Artist, Premieres New Track ‘Chains’. Billboard, 14. November 2017, abgerufen am 16. Dezember 2018 (englisch).
3. ↑  Alli Marshall: Nastasia Griffin releases the single “Here in My Skin” on Sony. In: Mountain Xpress. 16. April 2015, abgerufen am 16. Dezember 2018 (englisch).
4. ↑  Top Singoli, Classifica settimanale WK 50. FIMI, abgerufen am 16. Dezember 2018 (italienisch).

| Personendaten    | Personendaten                                             |
| ---------------- | --------------------------------------------------------- |
| NAME             | Nstasia                                                   |
| ALTERNATIVNAMEN  | Griffin, Ashley Nastasia (Geburtsname); Griffin, Nastasia |
| KURZBESCHREIBUNG | US-amerikanische Songwriterin und R&B-Sängerin            |
| GEBURTSDATUM     | 20. Jahrhundert                                           |
| GEBURTSORT       | auf Haiti                                                 |